# Stranger on Horseback
Stranger on Horseback is een Amerikaanse western uit 1955 onder regie van Jacques Tourneur.

## Verhaal
De reizende rechter Rick Thorne wil de criminele activiteiten van de veebaron Josiah Bannerman aan banden leggen. Omdat het hele dorp in handen is van de familie Bannerman, wordt dat een lastige taak. Als de jongste zoon van de Bannermans een moord begaat, wil Rick hem berechten.

## Rolverdeling
| Acteur             | Personage         |
| ------------------ | ----------------- |
| Joel McCrea        | Rick Thorne       |
| Miroslava          | Amy Lee Bannerman |
| Kevin McCarthy     | Tom Bannerman     |
| John McIntire      | Josiah Bannerman  |
| John Carradine     | Buck Streeter     |
| Nancy Gates        | Caroline Webb     |
| Emile Meyer        | Nat Bell          |
| Robert Cornthwaite | Arnold Hammer     |
| Jaclynne Greene    | Paula Morrison    |
| Walter Baldwin     | Vince Webb        |
| Emmett Lynn        | Stamgast          |
| Roy Roberts        | Sam Kettering     |
| George Keymas      | Handlanger        |